# Hogna posticata
Hogna posticata är en spindelart som först beskrevs av Banks 1904.  Hogna posticata ingår i släktet Hogna och familjen vargspindlar. Inga underarter finns listade i Catalogue of Life.